# قهرمانی کشتی جهان ۲۰۱۲
قهرمانی کشتی جهان ۲۰۱۲ شصت و سومین دوره از رقابت‌های قهرمانی جهان می‌باشد که از ۲۷ تا ۲۹ سپتامبر در منطقهٔ استراتکونا کانتی در استان آلبرتا، کانادا برگزار گردید.
با این که رقابت‌های قهرمانی جهان در سال‌های المپیک تابستانی برگزار نمی‌شود، اما در سال ۲۰۱۲ این مسابقات در بخش کشتی آزاد زنان برگزار شد؛ زیرا فقط ۴ وزن از مسابقات کشتی زنان از ۷ وزن مقرر شدهٔ فیلا برای کشتی زنان در المپیک لندن ۲۰۱۲ برگزار شد.

## جدول مدال‌ها
*   کشور میزبان (کانادا)
| رتبه            | کشور                | طلا | نقره | برنز | مجموع |
| --------------- | ------------------- | --- | ---- | ---- | ----- |
| ۱               | ایالات متحده آمریکا | ۲   | ۱    | ۱    | ۴     |
| ۲               | چین                 | ۱   | ۱    | ۴    | ۶     |
| ۳               | بلاروس              | ۱   | ۱    | ۱    | ۳     |
| ۳               | ژاپن                | ۱   | ۱    | ۱    | ۳     |
| ۳               | کانادا*             | ۱   | ۱    | ۱    | ۳     |
| ۶               | سوئد                | ۱   | ۰    | ۰    | ۱     |
| ۷               | بلغارستان           | ۰   | ۱    | ۰    | ۱     |
| ۷               | قزاقستان            | ۰   | ۱    | ۰    | ۱     |
| ۹               | هند                 | ۰   | ۰    | ۲    | ۲     |
| ۱۰              | آلمان               | ۰   | ۰    | ۱    | ۱     |
| ۱۰              | بریتانیای کبیر      | ۰   | ۰    | ۱    | ۱     |
| ۱۰              | مغولستان            | ۰   | ۰    | ۱    | ۱     |
| ۱۰              | یونان               | ۰   | ۰    | ۱    | ۱     |
| مجموع (۱۳ کشور) | مجموع (۱۳ کشور)     | ۷   | ۷    | ۱۴   | ۲۸    |

## رده‌بندی تیمی
| رتبه | آزاد زنان           | آزاد زنان |
| رتبه | تیم                 | امتیازات  |
| ---- | ------------------- | --------- |
| ۱    | چین                 | ۵۴        |
| ۲    | ژاپن                | ۴۳        |
| ۳    | ایالات متحده آمریکا | ۴۰        |
| ۴    | کانادا              | ۳۵        |
| ۵    | قزاقستان            | ۳۱        |
| ۶    | بلاروس              | ۲۸        |
| ۷    | هند                 | ۲۸        |
| ۸    | جمهوری آذربایجان    | ۲۲        |
| ۹    | اوکراین             | ۱۸        |
| ۱۰   | روسیه               | ۱۶        |

## خلاصه مدال‌ها

### آزاد زنان
| رویداد | طلا                                    | نقره                             | برنز                               |
| ۴۸ ک‌گ  | وانسا کالادینسکایا · بلاروس            | اری توساکا · ژاپن                | Li Xiaomei · چین                   |
| ۴۸ ک‌گ  | وانسا کالادینسکایا · بلاروس            | اری توساکا · ژاپن                | Jaqueline Schellin · آلمان         |
| ۵۱ ک‌گ  | Jessica MacDonald · کانادا             | سون یانان · چین                  | بابیتا کوماری · هند                |
| ۵۱ ک‌گ  | Jessica MacDonald · کانادا             | سون یانان · چین                  | Alyssa Lampe · ایالات متحده آمریکا |
| ۵۵ ک‌گ  | سائوری یوشیدا · ژاپن                   | هلن مرولیس · ایالات متحده آمریکا | گیتا کوماری · هند                  |
| ۵۵ ک‌گ  | سائوری یوشیدا · ژاپن                   | هلن مرولیس · ایالات متحده آمریکا | ماریا پروولاراکی · یونان           |
| ۵۹ ک‌گ  | Zhang Lan · چین                        | زالینا سیداکووا · بلاروس         | Tungalagiin Mönkhtuyaa · مغولستان  |
| ۵۹ ک‌گ  | Zhang Lan · چین                        | زالینا سیداکووا · بلاروس         | Olga Butkevych · بریتانیای کبیر    |
| ۶۳ ک‌گ  | Elena Pirozhkova · ایالات متحده آمریکا | تایبه یوسین · بلغارستان          | جاستین بوچارد · کانادا             |
| ۶۳ ک‌گ  | Elena Pirozhkova · ایالات متحده آمریکا | تایبه یوسین · بلغارستان          | Xiluo Zhuoma · چین                 |
| ۶۷ ک‌گ  | ادلاین گری · ایالات متحده آمریکا       | Dorothy Yeats · کانادا           | Hong Yan · چین                     |
| ۶۷ ک‌گ  | ادلاین گری · ایالات متحده آمریکا       | Dorothy Yeats · کانادا           | Yoshiko Inoue · ژاپن               |
| ۷۲ ک‌گ  | جنی فرانسون · سوئد                     | گوزل مانیورووا · قزاقستان        | واسیلیسا مارزالیوک · بلاروس        |
| ۷۲ ک‌گ  | جنی فرانسون · سوئد                     | گوزل مانیورووا · قزاقستان        | Xu Qing · چین                      |

## کشورهای شرکت‌کننده
۱۱۱ رقابت‌کننده از ۲۸ کشور شرکت کردند.
| - جمهوری آذربایجان (۷) - بلاروس (۷) - برزیل (۲) - بلغارستان (۲) - کانادا (۷) - چین (۷) - تایوان (۲) - جمهوری چک (۲) - استونی (۱) - فرانسه (۲) | - آلمان (۳) - بریتانیای کبیر (۱) - یونان (۲) - هند (۷) - اسرائیل (۱) - ژاپن (۷) - قزاقستان (۷) - لتونی (۱) - مکزیک (۱) - مغولستان (۷) | - لهستان (۴) - رومانی (۳) - روسیه (۷) - اسلواکی (۱) - سوئد (۲) - ترکیه (۴) - اوکراین (۷) - ایالات متحده آمریکا (۷) |